# Cameroon Airlines
Cameroon Airlines era la línea aérea nacional de Camerún y tiene su base en Duala. Fue establecida en julio de 1971 y era propiedad del gobierno de Camerún (70%) y de Air France (30%). Antes de su creación, los servicios aéreos para Camerún eran servidos por Air Afrique. Los vuelos se iniciaron con dos jets Boeing 737-200 entre Douala y Yaundé en noviembre de 1971. Desde 1982 volaba regularmente hacia Europa (Roma y París).

## Códigos
- Código IATA: UY
- Código OACI: UYC
- Llamada: Camair

## Historia
La aerolínea fue creada el 26 de julio de 1971 e inició operaciones el 1 de noviembre de 1971 con dos aviones Boeing 737-200 entre Douala y Yaundé. Se inició posteriormente un servicio hacia Roma y París utilizando un Boeing 707 ex Air France, remplazado en 1982 por un Boeing 747-200. La empresa pertenece el Gobierno de Camerún (96.43%) y a Air France (3.57%). Antes de su creación, los servicios aéreos de Camerún eran cumplidos por Air Afrique. 
El 16 de septiembre de 2005, la empresa fue incluida en la lista negra de aerolíneas en Francia, de manera que ya no puede realizar viajes hacia ese país. Estas restricciones son temporales y su eliminación depende del resultado de una auditoría técnica de la empresa.
En marzo de 2008 la aerolínea cesó sus operaciones.

## Servicios
Cameroon Airlines operaba los siguientes servicios (en enero de 2005):
- Vuelos internos con destino a: Duala, Garoua, Maroua, Ngaoundere y Yaundé.

- Vuelos internacionales con destino a: Abiyán, Bamako, Bangui, Brazzaville, Cotonú, Dakar, Dubái, Johannesburgo, Kinshasa, Lagos, Libreville, Malabo, París, Pointe-Noire y Yamena.

## Flota
La flota de aviones de Cameroon Airlines constaba de un Boeing 757-200 (junio de 2005). Anteriormente tuvo una flota que constaba de 8 Boeing 737, 1 Boeing 747, 2 Boeing 757, 1 Boeing 767 y 2 Embraer ERJ-145.